# Parapoynx badiusalis
Parapoynx badiusalis là một loài bướm đêm trong họ Crambidae.